# Hispània

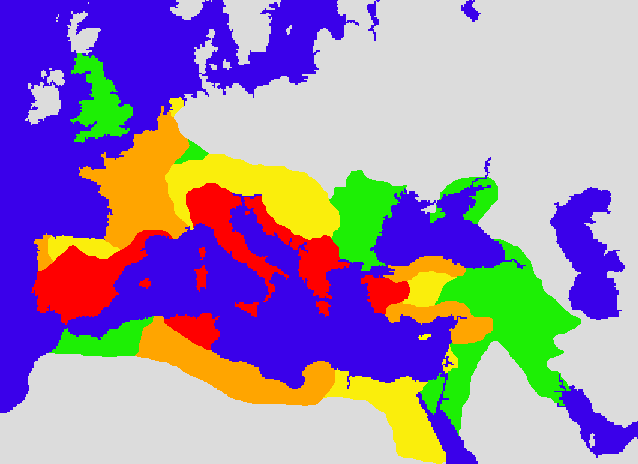
Mapa de l'Imperi Romà a l'any 133 aC (vermell), 44 aC (taronja), 14 dC (groc) i 117 dC (verd).

Hispània era el nom donat durant l'Imperi Romà a la península Ibèrica. Contenia les províncies Hispània Tarraconensis, Hispània Bètica i Lusitània, si bé en una primera divisió les dues últimes formaven una única província (Hispània Ulterior) en contraposició a Hispània Citerior.

## El nom
El nom Hispània apareix per primer cop el 200 aC i ve dels fenicis. Sembla que voldria dir 'ocult' o 'terra de damans' (animals amb els quals els fenicis confonien els conills, absents del seu territori ancestral). La paraula fenícia i hebrea per conill era "tsapan" i la primera vocal s'eliminava al dialecte parlat al sud de la península, el que deixava de fet "span". A una medalla d'Adrià, Hispània és personificada en un conill.
Als textos de l'època hi ha confusió amb el terme Ibèria, emprat pels grecs, i que sembla derivar del riu Iberus (Ebre). Hespèria fou el seu nom grec utilitzat pels poetes, equivalent a Occident en la divisió del món en quatre parts (Líbia o sud, Àsia o est; Europa el nord i Hespèria l'oest) 
Cèltica fou el nom donat a les regions occidental i en especial a Hispània poblada pels celtes. Èfor anomenà Cèltica a l'oest de la península i Ibèria a l'est. Finalment també es va dir Tartessos a la part sud a la vora de l'Estret, en contraposició a Ibèria per la resta.
En textos de l'edat mitjana, de vegades s'utilitza erròniament el nom d'Hispània per a indicar el comtat d'Hesbania, el nom llatinitzat del comtat merovingi d'Haspengouw.

## Antigues descripcions
Després de les mítiques descripcions d'Hesíode, van seguir Caró de Làmpsac (amb un periple per la costa dels pilars d'Hèrcules que s'ha perdut), Hecateu (vers el 500 aC), al qual cal atribuir l'esment de les ciutats de Tartessos, Elibyrge, Iliberris, Illiturgis, Mastia i els mastiani, Suel o Suyalis, Maenoba o Mainobra, Sixos o Saxetanum, Molybdana i Calathe o les de Sicane, Crabasia i Hyops, recollides per Aviè, i els pobles dels ilaraugates (potser els ilergets), els melesses i els misgetes, i les illes de Cromyusa i Melussa.
Heròdot parla de l'Europa occidental molt vagament i esmenta els cynesii o cynetes com el poble més occidental, després de la gran nació dels celtes, que situa a la riba del riu Ister i a una ciutat anomenada Pyrene. Heròdot esmenta al rei Argantoni de Tartessos com amic dels grecs foceus.
Després d'Heròdot la península fou descrita per Eudox de Cnidos (vers 380-360 aC). Èfor va estendre els confins d'Ibèria fins a Gades. Escílax de Carianda en parla vagament al seu Periplos, i esmenta el riu Iber i dues illes: Gades i Empòrion. Heròdor parla dels cynsetes com a poble més occidental i al nord d'ells els gletes i igletes, dels que els ibers en serien una branca; després els tartessis, els elbysinii, els mastiani i els capiani. Erastòtenes millora la informació gràcies a Timòstenes (almirall del rei d'Egipte Ptolemeu Filadelf) però encara molt lluny de la realitat; descriu tres penínsules, la de Grècia, la d'Itàlia i la de Ligúria de la que Ibèria formava part; esmenta la ciutat de Tarraco i parla dels Pirineus com a frontera.

## Història

### La conquesta cartaginesa

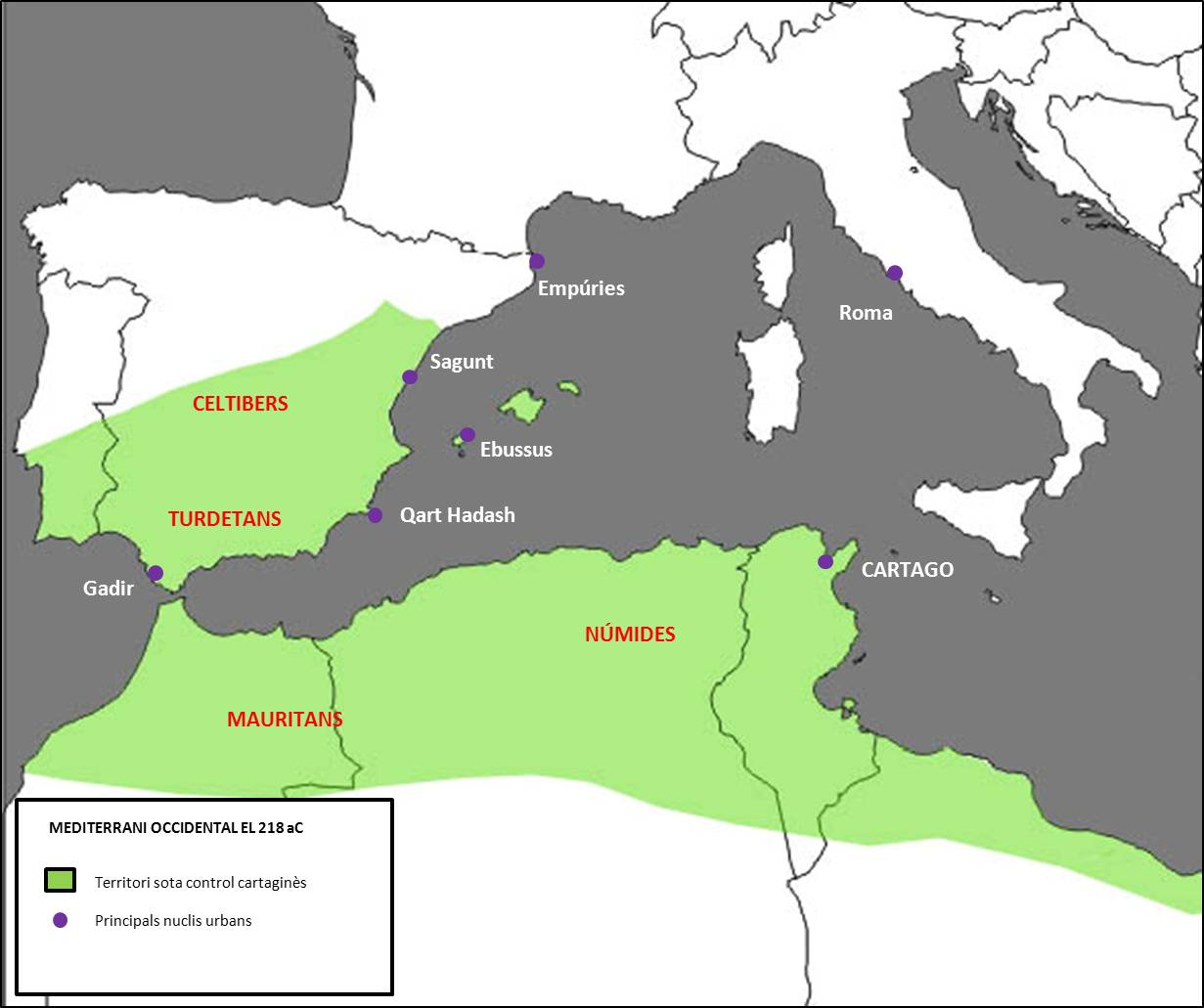
El Mediterrani occidental el 218 aC, mostrant l'àmbit territorial controlat per Cartago. Les línies mostren les fronteres actuals.

Amb el nom de Península Ibèrica cartaginesa es coneix un període de la història, entre el 237 aC i el 206 aC, en el qual la península Ibèrica va anar quedant de mica en mica sota el domini de Cartago. Aquest control colonial, iniciat amb la conquesta cartaginesa comandada per Amílcar Barca i iniciada al sud de l'actual Andalusia, va acabar en el transcurs de la Segona Guerra Púnica, quan la derrota cartaginesa davant de la República Romana va comportar que, l'any 206 aC, les últimes forces cartagineses abandonessin Ibèria.
Aquesta presència dels cartaginesos es devia a la necessitat de pagar una reparació de guerra a Roma, que després de la derrota de Cartago a la Primera Guerra Púnica va obligar els púnics a buscar una font de plata suficient per reunir l'import imposat. A més, en aquell primer conflicte entre les dues grans potències del Mediterrani occidental, Cartago havia perdut una font d'ingressos tant important com era el territori occidental de Sicília, així com l'illa de Sardenya, aquest cop en el context de la Guerra dels mercenaris.
Tot i que aquesta presència no s'allargà massa en el temps, els contactes entre púnics i indígenes, la implantació d'un seguit de canvis en la indústria i l'agricultura, l'afecte que la cultura i la religió van tenir sobre els darrers, van modificar per sempre la societat ibèrica, que es preparava així, en certa manera, per la posterior aparició dels romans, vencedors de la Segona Guerra Púnica, i que romandrien a la Península fins al segle v.
Els colons de Tir van establir el seu domini sobre una part del territori adjacent a la seva colònia de Gades, part coneguda com a Tarsis (Isaies XXIII 10) o Tartessis pels grecs. Els establiments fenicis no es van limitar a Gades sinó que foren nombrosos a tota la costa sud a la regió de l'Estret.
Després de la Primera Guerra Púnica el 241 aC Cartago havia esgotat els seus recursos econòmics, i el 236 aC la revolta dels seus mercenaris va ser aprofitada per Roma per dominar Sardenya i Còrsega. Amílcar Barca va dirigir llavors les seves esperances a la dominació d'Hispània (237 aC). No fou difícil i per una política de força i de cooperació amb molts matrimonis mixtos, aviat es va establir el domini cartaginès a bona part de la península (237-229 aC). Es va edificar Cartago Nova. Amílcar Barca va morir el 229 aC i va deixar el poder al seu gendre Asdrúbal que va seguir les passes del seu sogre fins al 221 aC en què fou assassinat; llavors el va succeir Hanníbal quant ja els romans havien quedat lliures de l'amenaça dels gals que fins llavors els havia tingut ocupats. Asdrúbal i Roma van establir el tractat de l'Ebre, que establia que el riu Ebre seria el límit de la zona d'influència de cada part (228 aC). El tractat que va posar fi a la Primera Guerra Púnica establia no obstant que els aliats de cada part no podrien ser molestats per l'altra, i segons Tit Livi la mateixa garantia es va afegir al tractat del 228 aC per la presència més al sud de l'Ebre de la ciutat d'Arse (Sagunt), com a ciutat lliure, en canvi Polibi no ho esmenta. En tot cas Hanníbal va posar setge a Sagunt i els romans ho van fer servir de pretext per iniciar la guerra en la qual els romans van conquerir part de la península.

### La conquesta romana

Mapa de les conquestes romanes d'Hispània

Després del 205 aC quan els cartaginesos ja havien estat expulsats d'Hispània els romans van prosseguir la seva conquesta. Inicialment es va formar una sola província (Hispània) governada per pretors, de vegades un de sol i de vegades dos; dues legions es van estacionar permanentment a la província; els legionaris es van aparellar amb dones peninsulars i quan les legions foren dissoltes es van quedar a Hispània. Més tard foren dues províncies (Citerior i Ulterior) i amb l'imperi tardà tres, quatre, cinc i sis.
Els celtibers eren el poble principal a la Hispània central i conservaven el seu autogovern, en forma de república i nominalment aliats dels romans; al nord i oest hi havia pobles independents. La guerra amb els celtibers va ocupar molts anys del següent segle, va tenir molts episodis i molts protagonistes, i va acabar, amb el triomf dels romans. Els pobles més hostils als romans foren els vacceus i els lusitans.
El 171 aC quan va començar la Tercera Guerra Macedònica, la península es podia donar per sotmesa llevat de les tribus muntanyeses del nord i alguns llocs concrets dins la península. La revolta celtibera del 153 aC va renovar la guerra que va durar fins al 149 aC i fou conegut com a primera guerra celtibèrica. El 149 aC els romans van lliurar la Tercera Guerra Púnica després de la qual es va iniciar la guerra amb els lusitans dirigits per Viriat, que va acabar el 138 aC, mentre es va renovar la guerra (la segona guerra celtibèrica o guerra de Numància). El 143 aC Quint Cecili Metel Macedònic va iniciar la guerra oberta contra els celtibers, que després va seguir amb variada fortuna, fins a la conquesta de Numància el 133 aC que va establir definitivament el poder romà. El 137 aC Junius Brutus va conquerir Gallaecia de manera precària però el domini es va consolidar posteriorment.
El 105 aC els cimbris van obtenir una gran victòria sobre els romans i van entrar a Hispània, part de la qual van assolar durant els anys 104 aC i 103 aC, però la resistència de la població local i el perill romà els va obligar a la retirada.
Les terres hispàniques servien per abastir els magatzems romans de llana, oli i vi. Van ser un dels escenaris de la lluita entre Juli Cèsar i Gneu Pompeu, que va acabar en una guerra civil.
La conquesta dels càntabres i àsturs fou obra d'August i es va acabar el 19 aC.
La romanització va ser relativament ràpida. Els latifundis s'imposaren al camp i es van aprofitar les ciutats ja existents per crear una xarxa urbana estable, complementada per nous nuclis. Sota August es van fundar algunes colònies com Cesaragusta (Saragossa), Emerita Augusta (Mèrida), Pax Julia (Beja), Pax Augusta (Badajoz), Legió VII Gemina (Lleó), i d'altres. Es van construir nombroses vies (la primera el 124 aC). Al segle I els turdetans estaven tant romanitzats que havien oblidat la seva pròpia llengua; molts van obtenir la ciutadania llatina i alguns la romana. Alguns hispans van destacar en diversos camps com el poeta Lucà, els dos Sèneca, Luci Juni Moderat Columel·la, Pomponi Mela, Quintilià, Marc Valeri Marcial, i mots altres.

### Introducció del cristianisme
El cristianisme es va anar expandint a partir del segle i. La cristianització d'Hispània va ser obra dels romans o romanitzats, limitant-se a les ciutats. El camp (pagus) va mantenir les seves creences ancestrals o, en algunes zones, l'antiga religió politeista romana (per això se'ls anomenà pagans, del llatí pagus = camp).
La tradició sosté que l'apòstol Jaume va predicar a la Vall de l'Ebre, però aquesta informació no sols no té cap suport històrica, sinó que, al contrari, certs fets indueixen a creure que és totalment incerta.
En canvi si van poder tenir lloc, encara que afectant més aviat a la Bètica i zona costanera de la Tarraconense, les predicacions de Sant Pau, sobre les quals també existeixen dubtes .
Cap a l'any 65 semblen haver-se fundat esglésies a Acci (Guadix), Urci (prop d'Almeria), Bergium (Berja), Illiturgi (Andújar), Illiberis (prop de Granada), Carteya (Algesires) i Abula (Àvila), governades respectivament pels bisbes Torcuat (Guadix)), Ctesifont (Berja)), Secundus (Àvila)), Indaleci (Urci)), Cecili (Ilíberis), Hesiqui (Algesires)) i Eufrasi (Andújar)). Poc després apareixen bisbats a Sevilla (amb Sant Geronci), Tortosa (amb Sant Ruf de Tortosa, bisbe inexistent), Braga (amb Sant Pere) i Evora (amb Sant Manci) i progressivament (Segle II) apareix en altres ciutats de la Tarraconense.
On es fundava una església s'organitzava el "Presbyterium" (el Bisbe i el clero) i aquesta organització eclesiàstica va tenir un caràcter municipal-ciutadà i no es va estendre a les petites viles i a les explotacions del camp, llevat d'algun cas individual aïllat. En les mateixes ciutats la seva existència no fou majoritària. Eren pel cap alt un culte més, sovint clandestí, que arrelava en un petit percentatge de la població. Les persecucions i martiris dels cristians van tenir l'efecte contrari típic d'augmentar el nombre d'adeptes però sempre com minoria.
L'organització de l'Església es feia mitjançant un ordre jeràrquic (Bisbes, preveres, diaques i ministres), i entre els adeptes es distingia als batejats i als catecumens.
Cap al 300 o 301 el Concili d'Illiberis registra l'assistència del bisbe de Cesaraugusta, i no cap dubtar de l'existència de Bisbats a Calagurris, Tarraco, Bàrcino, Gerunda i Dertosa.
El 311 la religió cristiana va entrar a la legalitat i el 313 es va convertir en la religió cooficial de l'Estat, i més tard en religió oficial, el que va fer possible la seva extensió.

### Les invasions bàrbares
La Legió VII Gemina va fer front a dues expedicions mauritanes, la primera entre els anys 171 i 173 i la segona entre els 175 i 178.
El 411 els bàrbars es repartiren quatre províncies, quedant sota administració romana la Tarraconense, les Insulae Baleares (creada el 395) i la Mauritània Tingitana.
Els visigots van entrar a la Península el 415 però els seus costums ja estaven fortament romanitzats i, per tant, van respectar la majoria de tradicions locals (excepte en religió, on van imposar les creences arrianes). La província de Galícia va quedar pels sueus, però les altres (menys una part de la Tarraconense) van restar com a províncies de l'imperi almenys fins a l'abolició d'aquest el 476 i de fet encara després. Els visigots van establir un sistema de dos nacions amb un territori i els antics ciutadans romanitzats van restar subjectes a les lleis romanes i els gots eren subjectes de la llei germànica. Expulsats de la Gàl·lia després de la batalla de Vouille el 507, la capital es va establir a Bàrcino i després a Toledo i el regne visigot fou conegut com a Regne de Toledo.

### Els romans d'Orient
Amb la guerra promoguda per Atanagild, l'Imperi Romà d'Orient va apoderar-se de Septen
i travessant el mar, de Sardenya, Còrsega i les Balears, desembarcant i apoderant-se a continuació a la franja litoral del sud-est de la península.

## Visigots i àrabs
Amb el temps, es va començar a utilitzar una forma secundària d'Hispània: Spania i d'aquí es derivaria el nom que coneixem avui com Espanya. Segons explica Sant Isidor, amb la dominació dels visigots es comença a acariciar la idea de la unitat peninsular i es parla per primera vegada de la mare Espanya. Fins ara s'havien servit del nom Hispània per designar tots els territoris de la península. En la seva obra Història Gothorum, Suintila apareix com el primer rei de "totius Spaníae", el pròleg d'Història Gothorum és el conegut De laude Spaniae (Sobre la lloança a Espanya) i en ell tracta a Espanya com a nació goda.
Amb la conquesta musulmana, el nom de Spania o Espanya es va transformar en اسبانيا, Isbāniyā. Al començament del procés reconqueridor durant l'alta edat mitjana, no va ser estrany que fos designat amb aquest nom (Espanya o Spania) al territori dominat pels musulmans, per ocupar aquest la gran majoria de l'espai de la Spania romano-goda. Així, Alfons I el Batallador (1104-1134) diu en els seus documents que "ell regna a Pamplona, Aragó, Sobrarbe i Ribagorça", i quan el 1126 fa una expedició fins a Màlaga ens diu que "va ser a les terres d'Espanya". No obstant això, tampoc va faltar la identificació primerenca d'Espanya amb l'herència prèvia a la conquesta musulmana, com passa per exemple amb el lament per la pèrdua d'Espanya que es pot trobar a la Crònica Mossàrab o Crònica del 754 (en llatí, Continuatio Hispanica), que mostra la continuïtat de la idea d'Espanya anterior al 711.

## Hispània i els seus habitants

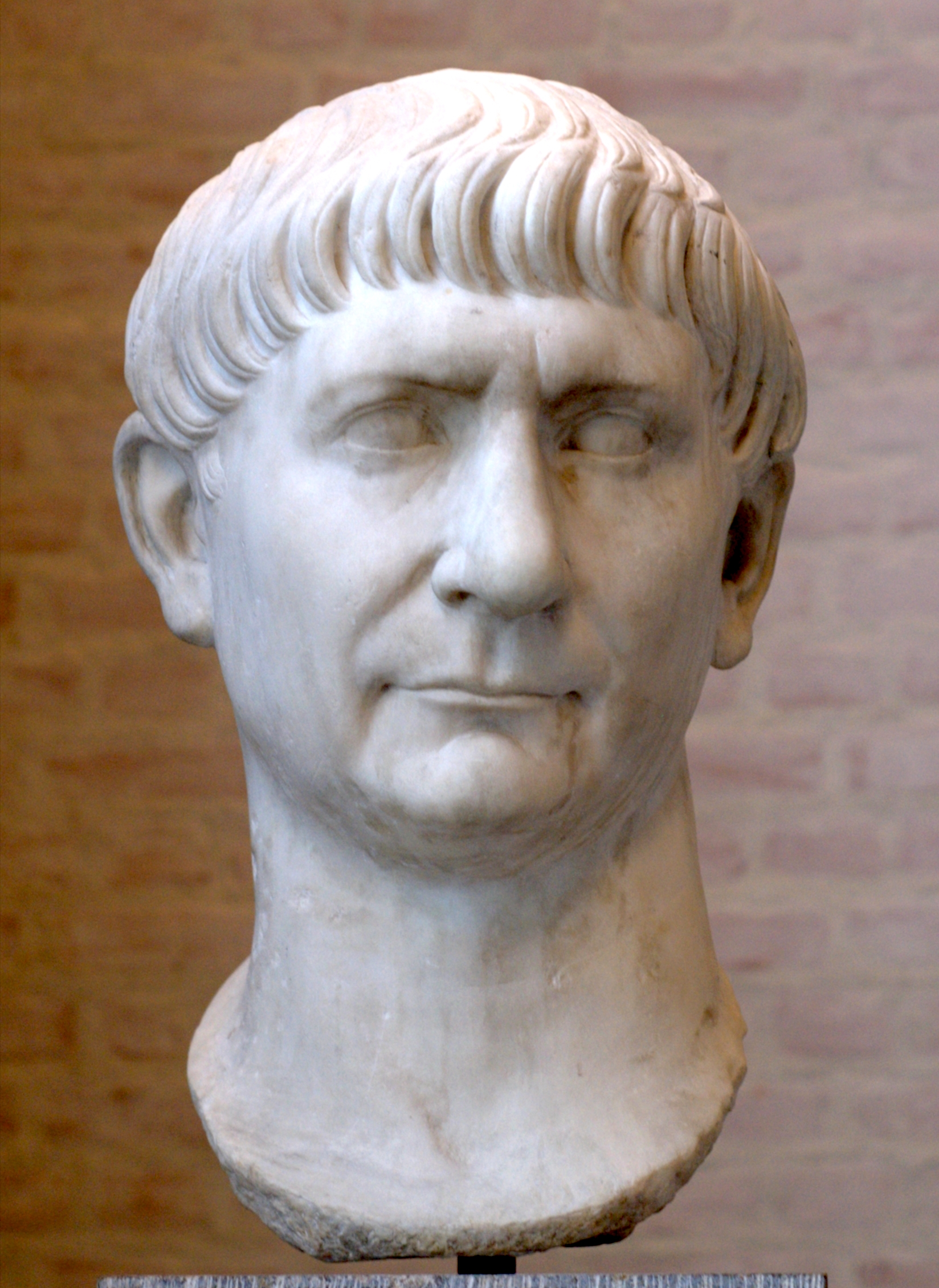
Bust de Trajà, emperador romà d'origen hispà.

El terme Hispània és llatí, el terme Ibèria és exclusivament grec. Dir espanyol per iber o per hispanus és cometre una falta de pertinença, car porta amb si diferències d'època i d'ambient. En els textos que es conserven dels romans aquests empren sempre el nom d'Hispània (citada per primera vegada cap al 200 aC pel poeta Quint Enni), mentre que en els textos conservats dels grecs aquests usen sempre el nom d'Ibèria.
Gran part del conflicte entre cartaginesos (fenicis) i romans va tenir com a escenari les terres d'Ibèria, la península Ibèrica. El conflicte es va manifestar en el que es van anomenar guerres púniques i que van acabar amb el triomf de Roma. Llavors els romans van prendre contacte amb Ibèria, però per denominar-la van triar el nom que ells sentien als cartaginesos, Ispania, al qual més tard van afegir H, com també van afegir una H a  Hiberia. A més de la H van utilitzar el plural, Hispanias, com van utilitzar el plural en les Gàl·lies. Va ser la primera província on els romans van entrar i l'última acabada de dominar per August.
Els romans van dividir al principi Hispània en dues províncies (197 aC), regides per dos pretors, la Citerior i la Ulterior . Les llargues guerres de conquesta van durar dos segles, és el que es coneix com a romanització. Amb la conquesta es va tallar el curs de la civilització indígena que va ser substituïda per la hel·lènollatina. A través d'aquests dos segles hi va haver molts conflictes:
- Guerres d'independència en què els ibers i altres pobles (primers pobladors de la península) van ser a poc a poc vençuts i dominats malgrat les grans gestes protagonitzades per la ciutat de Numància o pel cabdill Viriat i altres.
- Guerra dirigida per Sertori, pretor de la Hispània Citerior, des d'on va desafiar amb èxit el poder de Roma.
- Guerra civil entre Juli Cèsar i Pompeu Magne, que es va dur a terme en gran part en territori d'Hispània.
- Campanyes de Cèsar i d'August per sotmetre els galaics, asturs i càntabres.
- Finalment arriba la pax augusta. Hispània és dividida en tres províncies a la fi del segle i aC En aquest moment apareixen dos escriptors l'obra dels quals han tingut molt en compte els historiadors de tots els segles: el geògraf Estrabó i l'historiador universal Pompeu Troge. Tots dos dediquen en les seves obres sengles capítols a Hispània.

Estrabó parla d'Ibèria en el seu llibre III de Geografia i allí comenta:
| «                                  | Alguns diuen que les designacions d'Ibèria i d'Hispània són sinònimes, que els romans han designat a la regió sencera (la península) indiferentment amb els noms d'Ibèria i Hispània, i a les seves parts les han anomenat ulterior i citerior | » |
| — Estrabó, llibre III de Geografia | |   |

Pompeu Troge construeix tota una imatge sobre els seus habitants afirmant que els hispans tenien preparat el cos per l'abstinència i la fatiga, i l'ànim per a la mort: dura i austera sobrietat en tot.
Valeri Màxim la va anomenar fides celtiberica. Segons aquesta fides, l'iber consagrava l'ànima al seu cabdill i no creia lícit sobreviure-li en la batalla. És la coneguda devotio o dedicació ibera dels començaments de l'Imperi Romà. (A l'edat mitjana van tenir molt en compte aquesta fidelitat dels celtibers a la qual van anomenar per a si lleialtat hispana).
En la seva època surt a la llum una obra que es diu Expositio totius mundi en què es descriu a Hispània com Spania, terra llauna et màxima, et dives viris doctis (Spania, terra ampla i vasta, i amb abundants homes savis). En aquests moments és quan el nom d'Hispània alterna ja amb Spania.
Amb el temps el topònim va a derivar en Espanya, que designarà la unitat geogràfica de la península, més les conquestes de Balears i Canàries quan sigui l'hora. A partir dels últims anys del segle xii es designa a tota la península, sigui dels musulmans o dels cristians, amb el nom geogràfic d'Espanya. Així es parla dels cinc regnes d'Espanya: Lleó, Castella, Navarra, Portugal i Aragó (cristians), amb el territori sota domini musulmà com a territori d'Espanya que ha de ser reconquerit.

## Economia
L'economia d'Hispània va experimentar una forta evolució durant i després de la conquesta del territori peninsular per part de la República Romana, de tal forma que, d'un terreny prometedor encara que ignot, va passar a convertir-se en una de les més valuoses adquisicions de la República i l'Imperi Romà i en un puntal bàsic de l'economia que sustentava l'auge de Roma.

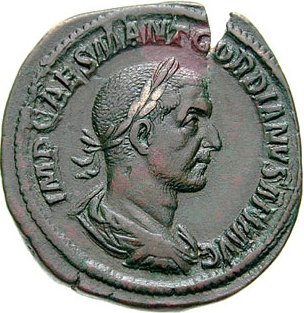
Moneda hispànica

### L'economia preromana
Anteriorment a l'entrada de Roma a Ibèria, la pràctica totalitat de la península es basava en una economia rural de subsistència amb poc o molt escàs tràfic comercial, excepció feta dels majors nuclis urbans, situats sobretot en la costa mediterrània, que sí que mantenien un contacte regular amb el comerç grec i fenici.

### L'estratègia econòmica de la conquesta romana
Per a més informació sobre aquest període històric vegeu: Conquesta d'Hispània.
Tradicionalment havien circulat per tot el Mediterrani les llegendes fenícies sobre les infinites riqueses de Tartessos, i sobre com les expedicions comercials regressaven de la costa hispana carregades de plata. Indubtablement, aquestes històries contribuïen a incrementar l'interès de les potències mediterrànies per la península Ibèrica.
Després de la derrota en la Primera Guerra Púnica, Cartago es va veure atabalada per la pèrdua d'importants mercats i pel tribut que havia de pagar a Roma com compensació per la guerra. Amb la finalitat de pal·liar aquesta situació, van decidir expandir-se per la costa d'Ibèria, que fins llavors quedava fora de l'àrea d'influència romana. Cartago, interessada sobretot a obtenir el benefici ràpid, va explotar les mines de plata per tot el litoral andalús i llevantí, extraient importants quantitats d'aquest metall amb el qual es finançaria en gran part la Segona Guerra Púnica i la campanya italiana d'Hanníbal.
Per aquest motiu entre d'altres, un dels primers objectius estratègics de Roma a l'envair la península va ser arrabassar a Cartago les mines properes a Cartago Nova. En part a causa de la pèrdua d'aquests recursos, i en gran part a causa de l'aïllament que havia quedat, Hanníbal va haver de renunciar a la guerra a Itàlia el 206 aC.
Després de l'expulsió de Cartago, part dels pobles indígenes d'Hispània van quedar obligats a pagar tributs a Roma a través d'una intricada xarxa d'aliances i vassallatges. A pesar d'això, al llarg dels segles segle ii aC i segle i aC, Roma va tenir als territoris de la Hispània encara no conquistada com un lloc propici per al saqueig i la rapinya, trencant amb freqüència els tractats de pau que, com els acordats en temps de Semproni Grac, havien permès períodes perllongats de pau. L'aixecament dels pobles celtibers i lusitans només va servir per a augmentar els ingressos de Roma a través dels immensos botins de guerra obtinguts en campanyes com les de Cató el Vell.
Aquesta política d'obtenció de riqueses per la força va tenir la seua continuïtat en les campanyes de Pompeu i posteriorment de Juli Cèsar, de qui conten les cròniques que va acudir no només a lluitar contra Pompeu, sinó a lucrar-se de la conquesta per a pagar als seus creditors.
Mentrestant, la costa mediterrània hispana, que havia estat conquistada durant la guerra contra Cartago i ràpidament romanitzada, començava la seua expansió econòmica i comercial que prompte faria famosa a Hispània en el món romà.

### L'economia de la Hispània romanitzada
A més de l'explotació dels recursos minerals, Roma va obtenir amb la conquesta d'Hispània l'accés a les quals probablement foren les millors terres de labor de tot el territori romanitzat. Per tant, es feia necessari posar aquelles terres en explotació com més aviat millor. Durant tota la dominació romana, l'economia productiva hispana va experimentar una gran expansió, afavorida a més per unes infraestructures viàries i unes rutes comercials que li obrien els mercats de la resta de l'imperi.

## Les províncies romanes d'Hispània

Hispània segons la primera divisió provincial romana.

Poc després de derrotar els cartaginesos a la península, Roma va decidir incorporar als seus dominis els territoris llavors sota el seu control militar, que en aquells dies incloïa tot el llevant des d'Empúries fins a Cartago Nova i la quasi totalitat d'Andalusia, tant la vall del Guadalquivir com la zona de les serralades bètiques i Serra Bruna al nord. Aquest territori va ser dividit en dues províncies separades per una frontera que discorreria des de l'oest de Cartago Nova cap al nord, havent de repartir els territoris conquerits des de llavors entre ambdues províncies. A una província la van anomenar Ulterior (la més allunyada de Roma) i a l'altra Citerior (la més propera a Roma). El territori que cadascuna d'aquestes englobava va ser variant amb el temps, a mesura que Roma conqueria nous territoris ibèrics.
Així durant els primers seixanta anys del domini republicà sobre les províncies hispanes, des de la divisió del 197 aC fins al final de les guerres lusitanes i celtibèriques 137 aC-133 aC aproximadament, les províncies es van mantenir més o menys estables englobant cadascuna:
- Hispània Ulterior: Tota l'actual Andalusia, parts del sud de l'actual província de Badajoz i de la Manxa, així com el sud-oest de l'actual Regió de Múrcia. Possiblement també englobaria les zones portugueses a l'est del Guadiana (Moura, Serpa, etc.) I l'Algarve. La seva capital va ser fixada a Corduba.

- Hispània Citerior: Nord i est de Múrcia, gran part de Castella la Manxa, incorporada al llarg d'aquest període, el País Valencià, Catalunya, l'Ebre i el Pirineu aragonès, també incorporat durant aquests anys. La seva capital va ser Tarraco.

En finalitzar les guerres celtibèriques i lusitanes, el domini romà sobre Hispània va ser ampliat substancialment: Extremadura i la major part de Portugal (al sud del Duero) van ser incorporats a la Ulterior, amb el que quedaven conformats els territoris de les dues Hispànies ulteriors que es van crear en època d'August, la Bètica en els territoris més antics i romanitzats d'Andalusia i de la Lusitània en els acabats d'incorporar territoris d'Extremadura i Portugal al sud del Duero, i a la Citerior se li va incorporar bona part de la submeseta nord.
En els següents cent anys de domini romà, fins a la guerra d'August contra els asturs, la frontera només va ser ampliada de manera molt limitada, afegint-se al domini romà tan sols els territoris que quedaven per incorporar al sud de la serralada cantàbrica.
L'any 27 aC el general i polític Agripa va fer un canvi. Va dividir Hispània en tres parts, afegint la província de Lusitània que comprenia gairebé tot el que avui és Portugal (excepte la faixa al nord del riu Duero) i gairebé tota Extremadura i la província de Salamanca actuals.

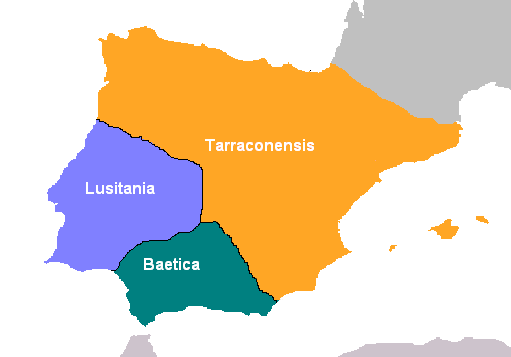
Hispània segons la divisió provincial romana del 27 aC

L'emperador August torna a fer en aquest mateix any una nova divisió que queda així:
- Província Hispània Ulterior Bètica, més coneguda simplement com a Bètica, la capital era Còrdova, l'antiga capital de la Ulterior. Existeix una substancial continuïtat entre els territoris turdetans i d'interacció amb els fenicis-púnics, la ulterior primigènia i la posterior Baetica, centrant-se tots aquests territoris entorn de la vall del Baetis (vall del Guadalquivir) i a les dues zones que el delimiten, Sierra Morena i els sistemes bètics, és a dir, l'actual Andalusia. De fet, en autors com Estrabó s'igualen els conceptes Turdetània i Baetica i es nomena als habitants de la Baetica encara com turdetans (i túrduls). La província incloïa al principi l'actual Andalusia i la zona sud de l'actual Badajoz. Pocs anys després, cap al 4 aC August va decidir rectificar la frontera entre la Baetica i la tarragonina, afegint l'est de Jaén, al nord de la província de Granada i la zona d'Almeria excepte el ponent, a la província Tarraconense. El riu Anas o Annes (Guadiana, de Wadi-Anas) separava la Bètica de la Lusitània en certs trams, mentre que en altres la frontera Baetica discorria bastant allunyada del marge esquerre de l'Anas.

- Província Hispània Ulterior Lusitània, la capital era Emerita Augusta (Mèrida).

- Província Hispània Citerior Tarraconensis, o senzillament Tarraconense, la capital era Tarraco (Tarragona). Els territoris incorporats en les guerres conta els càntabres i asturs van ser agregats a aquesta província.

Arribant el segle iii de la nostra era, l'emperador Caracalla va fer una nova divisió que dura molt poc temps. Divideix la Citerior altra vegada en dos creant la nova Província Hispània Nova Citerior amb Gallaecia (aproximadament Galícia i nord de Portugal) i Astúries (aproximadament les províncies de Lleó, Zamora i Astúries). Aquesta nova província, la creació de la qual es relaciona amb la intensificació en l'explotació de les mines d'or del nord-oest peninsular, va durar poc temps i en el 238 dC va quedar restablerta la Citerior Tarraconensis en la seva unitat.

Hispània després de la divisió provincial de Dioclecià.

Posteriorment, amb la reforma administrativa de l'Imperi Romà que duu a terme Dioclecià (284-305), es va dividir l'antiga Tarraconense en tres províncies: Gallaecia, Cartaginensis i Tarraconensis, els límits exactes es desconeixen, ja que no consten en cap dels documents conservats. No obstant això, la innovació més important va ser la creació de les anomenades diòcesis. Una d'elles va ser Hispània, la capital seria probablement Emerita Augusta. Les cinc províncies abans esmentades (Lusitània i Bètica més les tres en què s'havia dividit la Tarraconensis) van ser integrades en la diòcesi, juntament amb la Mauritània Tingitana, a l'altre costat de l'estret. Al final del segle iv les Illes Balears van constituir també una província independent (Balearica), separant-se de la Tarraconensis entre el 365 i el 385 dC.

## Geografia

### Costa d'Hispània
Els principals accidents geogràfics de la costa, des dels Pirineus cap al sud, eren:
- Veneris Promontorium (Cap de Creus)
- Cervaria Sinus o Portus Veneris, entre Rodes i Empúries (Badia de Roses)
- Sucronensis Sinus (golf de València)
- Dianum Promontorium (Cap de Sant Martí)
- Illicitanis Sinus (Badia d'Alacant)
- Saturni Promontorium (Cap de Palos)
- Charidemi Promontorium (Cap de Gata) al que precedia el Massienus Sinus, que no té nom modern.
- Urcitanis Sinus (Golf d'Almeria)
- Gaditanum Fretum (Estret de Gibraltar) i Herculis Columnae (Gibraltar)
- Cuneus Promontorium (Cap de Santa Maria)
- Sacrum Promontorium (Cap de Sant Vicenç)
- Barbarium Promontorium (Cap Espichel)
- Magnum Promontorium (Cap de la Roca)
- Lunarium Promontorium (Cap Carvoeiro)
- Celticum o Nerium Promontorium (Cap de Finisterre)
- Coru o Trileucum Promontorium (Cap Ortegal)
- Oeaso promontorium (Cap del Higuer)

### Rius principals
Els rius principals foren: 
- Tagus (Tajo)
- Ana (Guadiana)
- Iberus (Ebre)
- Durius (Duero)
- Baetis (Guadalquivir)
- Minius (Miño)

### Comarques i muntanyes
La part central es deia Idubeda al nord i Oròspeda al sud. La regió de Sierra Morena es deia Marianus Mons i la Sierra Nevada Ilipula. Les muntanyes del nord eren el Vasconum Saltus i les del sud Castulonensis Saltus i Argentarius Mons